# 玉赛音阿吉
玉赛音阿吉（1916年—？），男，柯尔克孜族，新疆阿合奇人，中国伊斯兰教人物，曾任中国伊斯兰教协会副会长，第五、六、七、八届全国政协委员。